# Hylomys parvus
Hylomys parvus (лат.) — вид млекопитающих из семейства ежовых.

## Таксономия
Впервые был описан как подвид в 1916 году, а после отдельного исследования 1994 года ранг таксона повысили до видового.

## Описание
Это мелкое млекопитающее, длина тела составляет всего 10—13 см. Издаёт неприятный запах, особенно когда ему угрожают.
Средняя продолжительность жизни составляет около двух лет. Беременность продолжается 30—35 дней.

## Ареал
Обитает только на склонах вулкана Керинчи и соседних гор на севере и юге хребта Барисан, расположенного на острове Суматра (Индонезия), на высотах от 2 до 3 тысяч метров.

## Охранный статус
Из-за ограниченного ареала МСОП присвоил таксону охранный статус «Уязвимые виды» (VU).